# Екологічне вегетаріанство
Екологі́чне вегетаріа́нство — різновид вегетаріанства або веганства, що аргументує відмову від споживання тваринної продукції тим, що виробництво м'яса та інших продуктів тваринного походження завдає шкоди довкіллю.

## Екологічні наслідки виробництва м'яса
Інтенсивне тваринництво погіршує стан довкілля. Сучасні методи вирощування товарної худоби сприяють масовому вирубуванню лісів, забрудненню повітря та води, деградації земель та глобальному потеплінню.
Для випасання товарної худоби і виробництва кормів для неї вирубають тропічні ліси. Наприклад, у країнах Латинської Америки, де близько 70 % площі, раніше зайнятої амазонськими лісами, використовується для випасання м'ясної худоби. Цей процес став відомий як «гамбургенізація лісів».
У 2006 році за оцінками ФАО, виробництво м'яса є причиною 18 % усіх викидів парникових газів у атмосферу. Цей показник переглядався у 2009 році двома вченими Worldwatch Institute, і тоді показник становив щонайменше 51 %.
У програмі Об'єднаної Організації Захисту Води зазначено: «На початку двадцять першого століття, Земля, з її різноманітною і щедрою форми життя, в тому числі понад шести мільярдів людей, стикається з серйозною кризою нестачі води». Ця заява ООН зроблена на основі того, що велика кількість води витрачається на зрошення орних земель для більшої врожайності кормових культур для тваринництва. Окрім цього відходи від великої рогатої худоби забруднюють ґрунтові води, струмки та річки. Гній містить багато азоту і фосфору, а ці елементи, коли потрапляють у воду, вбивають рибу та становлять загрозу для здоров'я інших тварин. У гної також є аміак, який призводить до кислотних дощів.

## Економічні та соціальні аспекти
Згідно з доповіддю Організації ООН з продовольства і сільського господарства (ФАО) за 2010 рік, голод стає причиною смерті понад п'яти мільйонів дітей в рік. А населення до 2050 року збільшиться з 6 млрд до 9. Комісія заявила: «Вплив сільського господарства, як очікується, суттєво зросте, бо і чисельність людства, і жага до споживання продуктів тваринного походження росте. Але життєздатні сільськогосподарські угіддя скорочуються і виникає загроза глобального браку їжі. Саме тому необхідно відмовлятись від їжі тваринного походження.»